# Hoplômaco

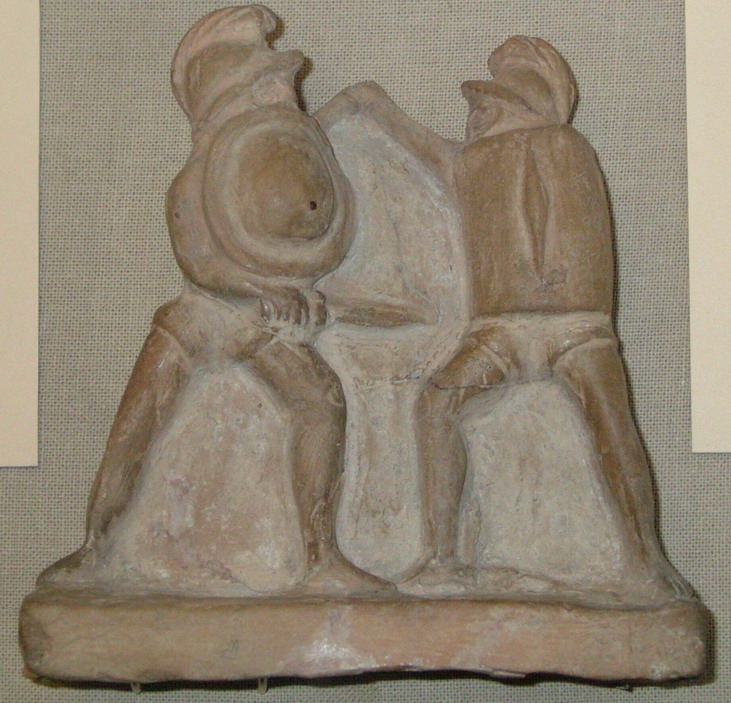
Fragmento de cerâmica no qual um hoplômaco luta contra um trácio (Museu Britânico).

O hoplómaco (português europeu) ou hoplômaco (português brasileiro) (em latim: hoplomachus; em grego: όπλομαχος; romaniz.: hóplomachos; lit. "o que luta como um hoplita") foi uma categoria (armaturae)  de gladiador da Roma Antiga, cujas armas e armadura pesada imitavam as dos hoplitas gregos.

## Aparecimento
Depois de os romanos terem conquistado a zona oriental, grecófona, do mar Mediterrâneo, a figura do gladiador hoplómaco começou a difundir-se, perfilhando uma forma rudimentar de combate, muito propalada, até então, na Grécia Helénica: a hoplomáquia (do grego ὁπλομαχία «duelo» ou «luta com armas pesadas», por oposição ao pancrácio ou a outras formas de combate desarmado ou com armas ligeiras; a primeira abonação conhecida deste termo surge no livro XXI, da Ilíada, de Homero), praticada com a dory, o xifo, também designada gládio grego (gladius graecae), e a sarissa.

## Panóplia
Como armas, empunhava apenas uma lança de médias dimensões (a hasta), com a qual impunha distância sobre o adversário, e, para combates à queima-roupa, servia-se de uma espada curta, o gládio ou, por vezes, de uma adaga. O escudo também podia ser usado ofensivamente, para empurrar o inimigo, no ensejo das batalhas, sendo certo que os parma se prestavam menos a essa finalidade do que os hóplon.

## Indumentária

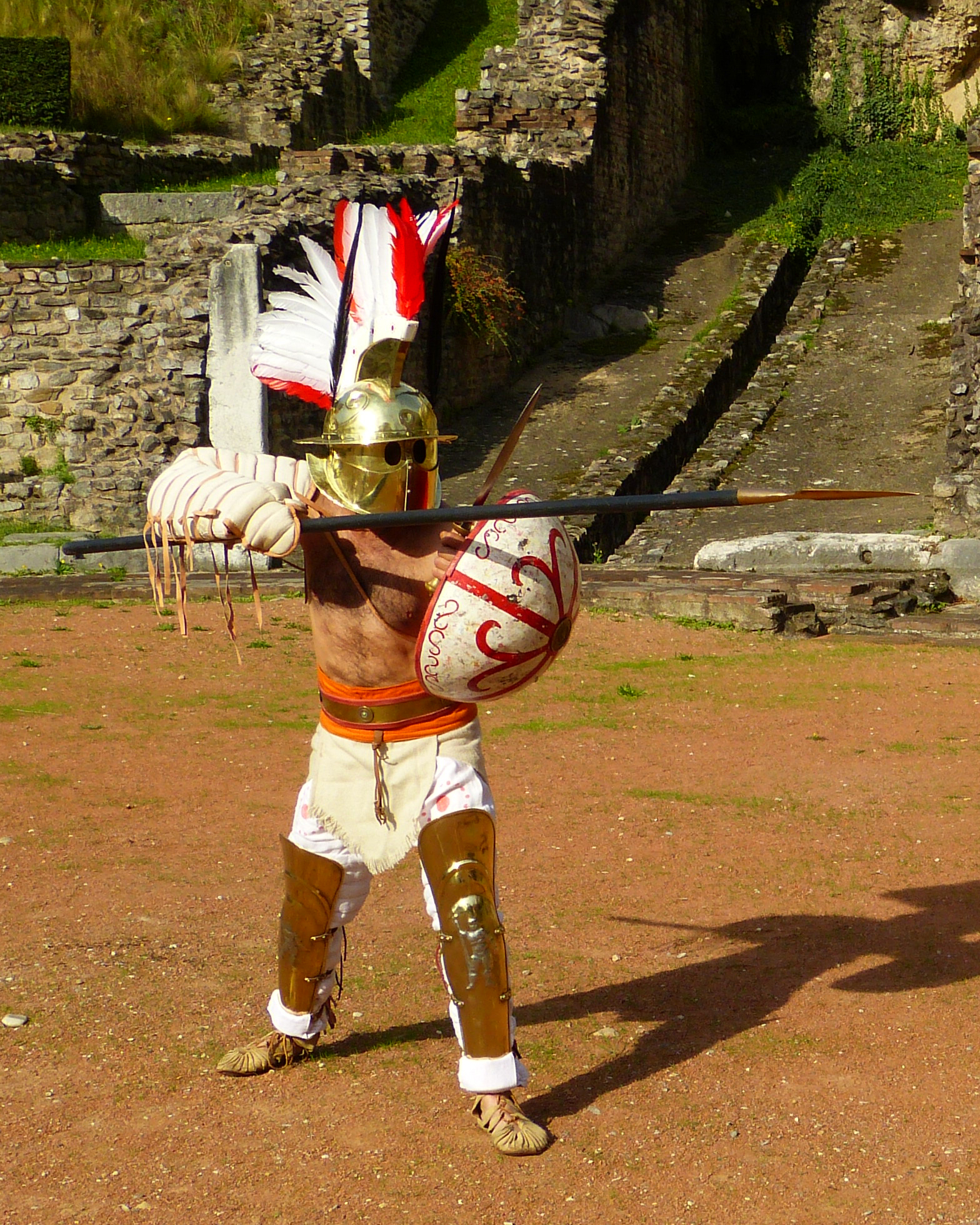
Reencenação de um hoplómaco, num anfiteatro

Tinham uma indumentária semelhante à dos gladiadores da categoria trácia. Portanto, envergavam uma armadura pesada e um escudo. Inicialmente, esse escudo era o hóplon grego, redondo e pequeno, e mais tarde, acabou por ser substituído, por com uma versão hemisférica do parma romano. Combatiam descalços na arena, para compensar face aos seus adversários, que não estariam tão bem armados, mas que, à partida, estariam calçados com cáligas ou sandálias.
A sobredita armadura pesada era composta por um elmo, uma manica (guarda-braço), ocrea (grevas de cano alto), subligaculum (calções), fasciae, e cingulum (cinto).
A manica ( do latim lit. "manga", também chamada lorica manica, manga armada) era um guarda-braço ou braçal feito de tiras metálicas imbricadas umas nas outras, envergado no braço que empunhava a arma, normalmente o direito. O outro braço era adargado pelo escudo.
Calçava as ocrea, que eram grevas de cano alto, ou seja caneleiras metálicas, neste caso que cobriam a barriga da perna até ao joelho.  Além do trácio, o hoplómaco era a única outra categoria de gladiador a usar grevas nas duas pernas. De acordo com alguns autores, como Políbio, no livro VI da sua obra Histórias, as outras categorias de gladiadores só usavam grevas na perna esquerda.
O elmo era geralmente de bronze, estilo helénico, mais propriamente ático-beócia (nomes das respectivas regiões gregas). O elmo tinha um feitio semelhante ao dos elmos encasquetados pelos trácios, mas sem o prótomo de cabeça de grifo.
O subligaculum era roupa interior, uma espécie de calções de pano grosseiro. As fascies eram faixas de tecido, quase como ligaduras, que revestiam as pernas e coxas, nas zonas que pudessem ficar desprotegidas, entre o subligaculum e as grevas.O cingulum era um cinto, que tanto podia ser de coiro ou de fibras têxteis, não servia para levar armas ao dependuro. Quando o hoplómaco empunhava a hasta na mão direita, amiúde conservava o gládio na mão esquerda, sob o escudo, para poder sacar dele de imediato se a lança se rachasse.

## Adversário típico

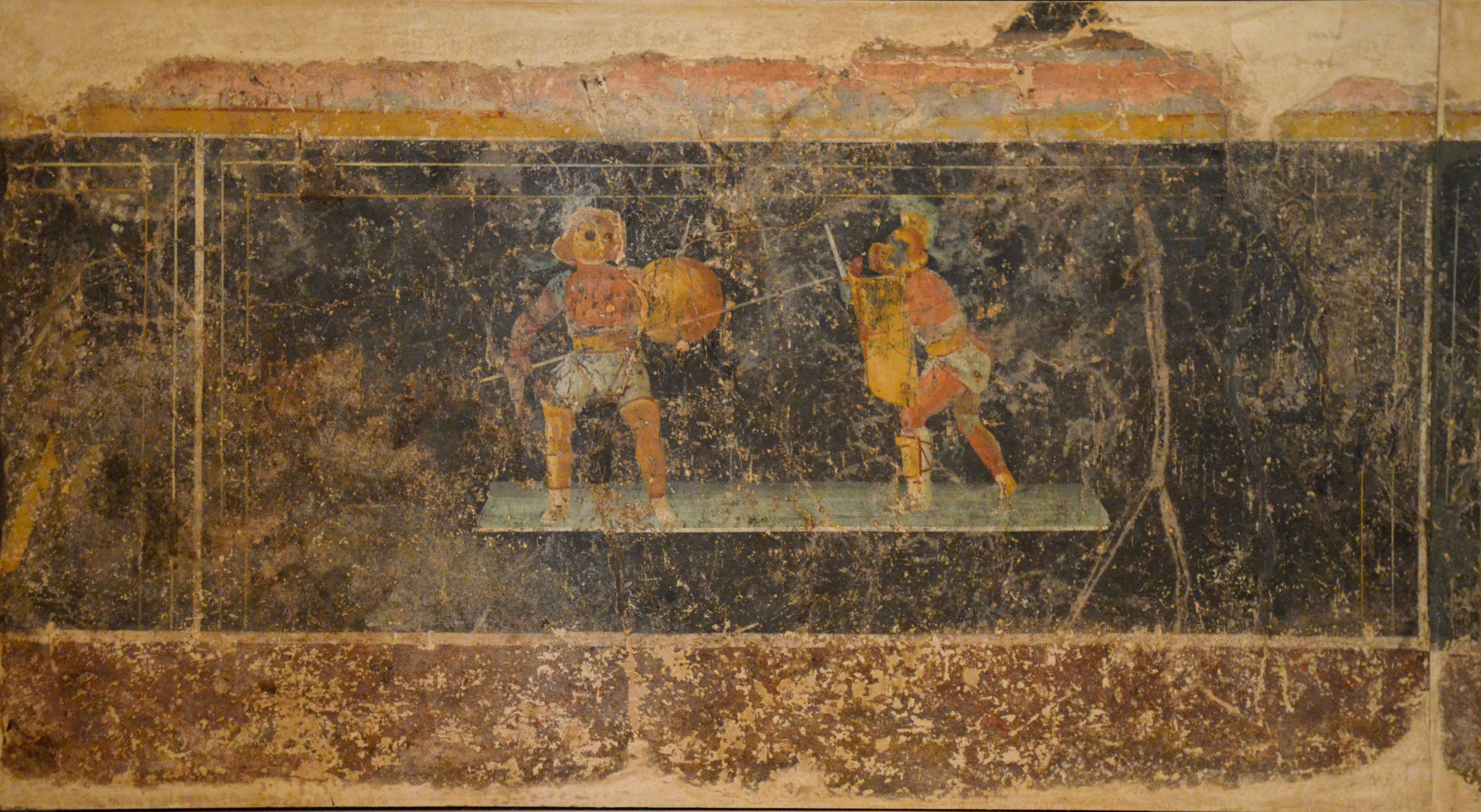
Fresco que retrata um hoplómaco a lutar contra mirmilão, século III a.C, oriundo de uma villa romana em Machern, Saarbrücken, Alemanha

Para reencenar ou parodizar os combates históricos dos romanos contra os gregos, da campanha helénica, era comum para os hoplómacos (gladiadores, por sinal, de trajo heleno) combaterem contra mirmilões (que eram a categoria de gladiador que, por antonomásia, usava o escudo mais semelhante ao das tropas romanas).
Mais raramente, também se encetavam combates entre hoplómacos e trácios (outra categoria de gladiador), só que nestes casos, o hoplómaco quase nunca empunhava a lança, de maneira que neste tipo de combates (por sinal invulgares, porque figuram dois gladiadores de escudo pequeno), os combatentes lutavam só à queima-roupa, um com o gládio e o outro com a sica.

## Oplomacos
Os oplomacos (Oplomachi) terão sido uma outra possível categoria de galdiador, sendo certo que há poucas menções literárias, que os retratem. Apesar da semelhança nomenclatural com os Hoplómacos, crê-se que teriam sido categorias distintas de gladiadores. De acordo com os relatos de Justo Lípsio, "oplomaco" seria a designação dada a uma de duas variedade de samnitas. Especulava que os samnitas que se defrontavam com trácios ou os secutores que defrontavam reciários poderiam ser designados de samnitas oplomacos. Em todo o caso, há registos históricos que identificam os oplomacus como os adversários principais dos trácios, figurando numa lista pompeia de combates, como tendo digladiado não só trácios, mas também mirmilões e dimaqueros.